# 개인 교수
《개인 교수》(Private Lessons)는 미국에서 제작된 앨런 마이어슨 감독의 1981년 섹스 코미디(sex comedy or erotic comedy) 영화이다. 실비아 크리스텔 등이 주연으로 출연하였다. 대한민국에서는 《프라이빗 레슨》이라는 이름으로 개봉하였다.

## 출연

### 주연
- 실비아 크리스텔
- 하워드 헤스먼
- 에릭 브라운

### 조연
- 메리디스 베어
- 파멜라 진 브라이언트
- 피터 엘블링
- 패트릭 피치니니
- 에드 비글리 주니어
- 론 포스터
- 댄 바로우즈
- 댄 그린버그